# Eumicrodynerus
Eumicrodynerus is een geslacht van vliesvleugelige insecten van de familie plooivleugelwespen (Vespidae).

## Soorten
- E. europaeus (Giordani Soika, 1942)
- E. longicorpus Gusenleitner, 1976